# Jenya Lano
Jenya Lano (del ruso: Же́ня Ла́но) es una actriz y comediante rusa, reconocida por su papel recurrente como la Inspectora Sheridan en la serie de televisión estadounidense Charmed.

## Carrera
Criada en Moscú y en Roma, Italia, Lano habla inglés, ruso e italiano. Hizo su debut en la actuación en 1997 en la película Shrieker. También actuó en las películas Blade, S.W.A.T., Ghost Rock, Stealing Candy y Fashionably L.A., y apareció como invitada en las series The Shield, Xena: Warrior Princess y NCIS. En 2004 aportó su voz para el personaje de Xenia Onatopp en el videojuego GoldenEye: Rogue Agent.

## Filmografía

### Cine
| Año  | Título                  | Rol           | Notas          |
| ---- | ----------------------- | ------------- | -------------- |
| 1998 | Shrieker                | Elaine        |                |
| 1998 | Blade                   | Mujer rusa    |                |
| 1999 | Fashionably L.A.        | Tatiana       |                |
| 2002 | New Suit                | Barbie        |                |
| 2003 | Stealing Candy          | Candy Tyler   |                |
| 2003 | The Five Stages of Beer | Audrey        |                |
| 2003 | S.W.A.T.                | Monique       |                |
| 2003 | Ghost Rock              | Savanah Starr |                |
| 2004 | Jam                     | Lilac         | Película corta |
| 2005 | Erosion                 | Sally         |                |
| 2005 | Killing Cupid           | Valentine     |                |
| 2006 | Ten 'til Noon           | Miss Milch    |                |

### Televisión
| Año     | Título                     | Rol                           | Notas                 |
| ------- | -------------------------- | ----------------------------- | --------------------- |
| 1998    | Players                    | Thelma                        | "Mint Condition"      |
| 1998    | Just Shoot Me!             | Kimmy                         | "Sewer!"              |
| 1998    | Air America                | Natalie                       | "Betrayal"            |
| 1999    | Xena: Warrior Princess     | Mavican                       | "Succession"          |
| 2000    | G vs E                     | Billy Rollo                   | "Ambulance Chaser"    |
| 2000    | Diagnosis: Murder          | Warrant Off. Hannah Bernstein | "Murder at BBQ Bob's" |
| 2000    | Blood Money                | Chloe Beck                    | Película para TV      |
| 2002    | Off Centre                 | Julie                         | "Faking the Band"     |
| 2002    | The Shield                 | Adriana                       | "The Spread"          |
| 2003    | Mutant X                   | Nikki Rodgers                 | "Understudy"          |
| 2003    | Deathlands: Homeward Bound | Krysty Wroth                  | Película para TV      |
| 2004    | NCIS                       | Carol Powers                  | "Missing"             |
| 2004-05 | Charmed                    | Inspectora Sheridan           | Papel recurrente      |